# أسود الكربون

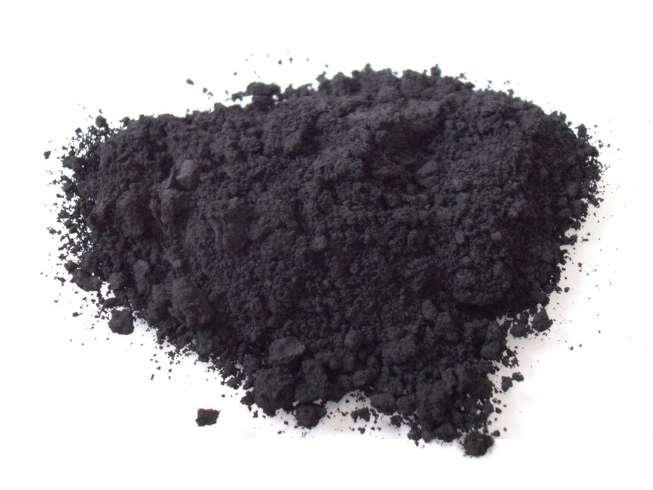
أسود الكربون

أسود الكربون هي مادة حاوية على عنصر الكربون وهي تنتج من الاحتراق غير الكامل للمنتجات الحاوية على الهيدروكربونات مثل المشتقات الثقيلة للنفط مثل قطران التكسير الحفزي (FCC)، وقطران الفحم.
يعد أسود الكربون شكلاً من أشكال الكربون اللابلوري، ولديه نسبة مرتفعة من مساحة السطح إلى الحجم (A/V)، ولكنها دون الفحم المنشط، وهو يختلف بوجود هذه الخاصية عن السناج بارتفاع تلك نسبة A/V، وبوجود نسبة أقل بشكل واضح من الهيدروكربونات العطرية متعددة الحلقات.
يستخدم أسود الكربون كخضاب في صناعة اللدائن والدهانات والأحبار، كما يستخدم مادّةً مالئة في صناعة الإطارات وفي منتجات مطاطية أخرى.
حسب تصنيف الوكالة الدولية لأبحاث السرطان (IARC)، فإن أسود الكربون ربما قد يكون أحد المسرطنات للبشر، وهو ضمن المجموعة Group 2B. قد يؤدي التعرض قصير الأمد إلى تراكيز مرتفعة من أسود الكربون إلى حالات مهيجة للمجرى التنفسي.

## اقرأ أيضاً
- كربون لابلوري